# Miltochrista yuennanensis
Miltochrista yuennanensis là một loài bướm đêm thuộc phân họ Arctiinae, họ Erebidae.